# Grañén (kommunhuvudort)
Grañén är en kommunhuvudort i Spanien.   Den ligger i provinsen Provincia de Huesca och regionen Aragonien, i den nordöstra delen av landet, 300 km nordost om huvudstaden Madrid. Grañén ligger 334 meter över havet och antalet invånare är 1 991.
Terrängen runt Grañén är platt åt sydväst, men åt nordost är den kuperad. Runt Grañén är det glesbefolkat, med 9 invånare per kvadratkilometer. Grañén är det största samhället i trakten. Trakten runt Grañén består till största delen av jordbruksmark.